# Hugo Witzell
Hugo Sigfrid Witzell, född 27 maj 1893 i Fjälkestads församling, Kristianstads län, död 9 oktober 1956 i Karlshamn, var en svensk folkskollärare och riksdagspolitiker (socialdemokrat).
Witzell var folkskollärare i Karlshamn. Han var ledamot av riksdagens första kammare 1939–1940 och ledamot av andra kammaren från 1941.